# Karhule
Karhule je malá vesnice, část obce Pravonín v okrese Benešov ve Středočeském kraji. Nachází se asi 4 km na západ od Pravonína. V roce 2009 zde bylo evidováno 21 adres. Osadou protéká potok Brodec, který je pravostranným přítokem řeky Blanice. Karhule leží v katastrálním území Křížov pod Blaníkem o výměře 5,82 km².

## Historie
První písemná zmínka o vesnici pochází z roku 1406.

## Pamětihodnosti
- kaple

## Galerie

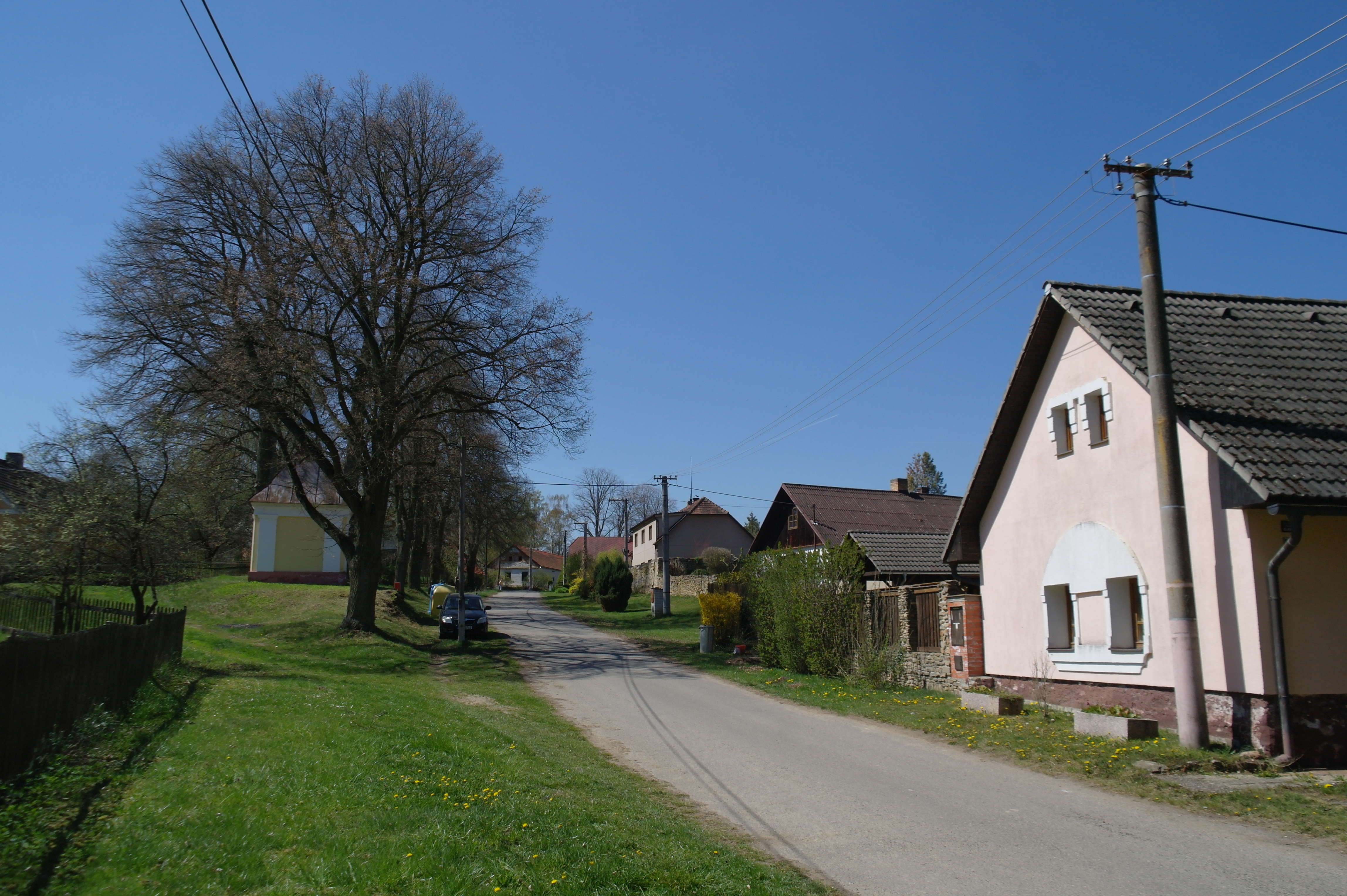
Náves
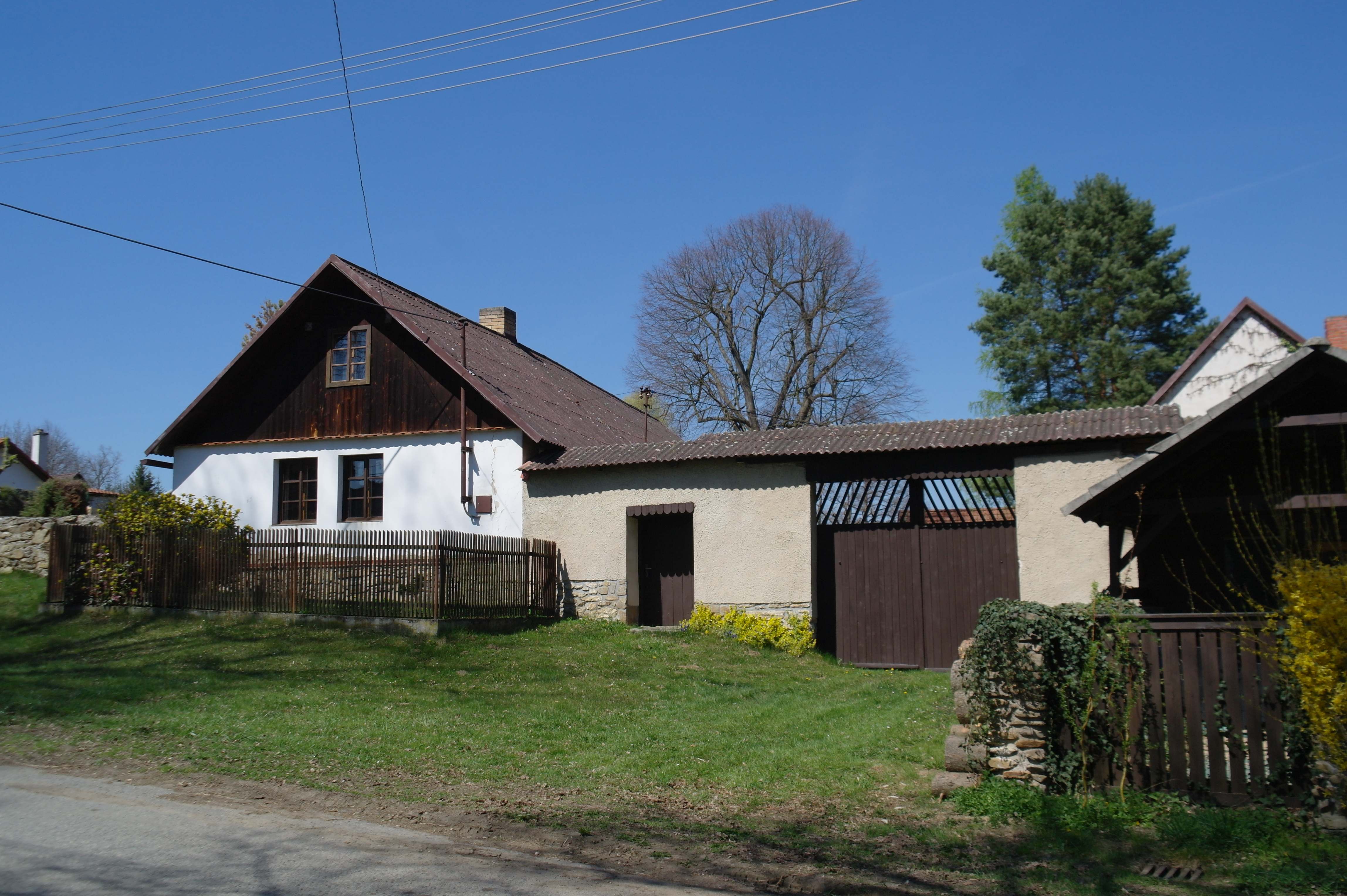
Stavení
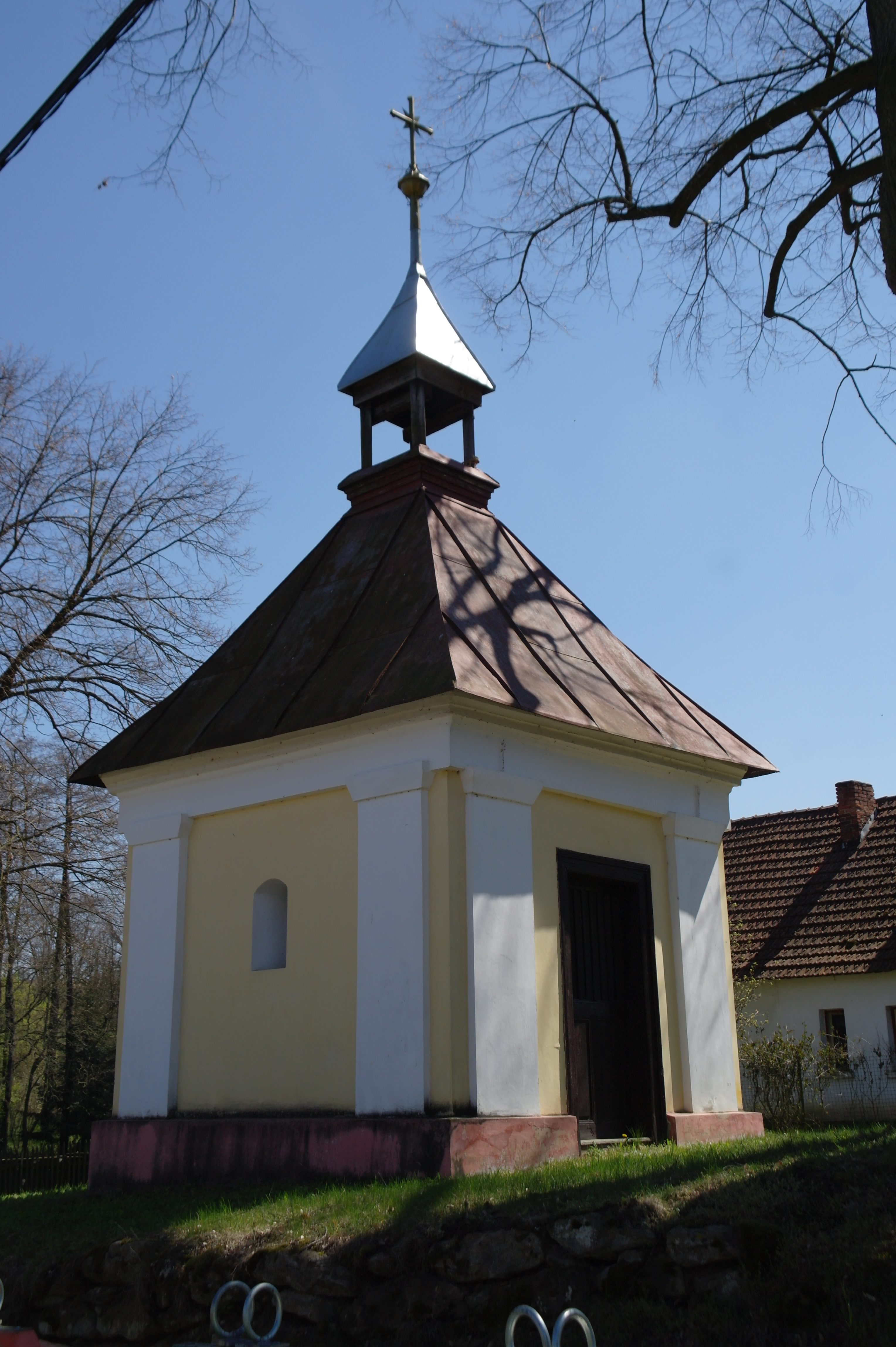
Kaplička